# Brian Thomas Manning
Brian Manning (* 25. Dezember 1932 in Mundubbera, Queensland, Australien; † 3. November 2013), mit vollem Namen Brian Thomas Manning war ein australischer Gewerkschafter und politischer Aktivist.

## Werdegang
Mannings Eltern waren Farmer. Bei Ausbruch des Krieges ging der Vater zur Armee. 1941 zog die Mutter mit Brian und seinen vier jüngeren Geschwistern nach Brisbane. Eines Nachts erlitt die Mutter eine Fehlgeburt. Der neunjährige Brian musste daraufhin den Fötus vergraben. Die Mutter kam ins Krankenhaus und Brian kümmerte sich sieben Wochen alleine um seine Geschwister, bis die Behörden von dem Fall erfuhren. Mit 16 verließ Brian die Brisbane State High School auf Drängen seines Vaters und nahm diverse Arbeiten an: Büroangestellter, Verkäufer und Bauarbeiter. Jede dieser Anstellung sorgte in irgendeiner Form dafür, dass er sich politisch radikalisierte. Während er sich mit seiner Mutter gut verstand, deren musikalische Begabung er erbte, kam es immer wieder zu Konflikten mit dem Vater, der oft im Suff gewalttätig wurde. Nach einer heftigen Auseinandersetzung zog Brian Manning von zu Hause und kehrte in seine Geburtsstadt Mundubbera zurück. Hier gründete er mit seiner älteren Halbschwester Magaret und einem Cousin eine Tanzmusikband. Manning entschied sich später, eine Tanzschule zu gründen, die so populär wurde, dass der Gemeinderat ihm einen größeren Raum anbot, damit er alle seine Schüler unterbringen konnte. In dieser Zeit bekam er mit Linda sein erstes Kind.
Manning zog 1956 nach Darwin um, wo er als Zimmermann für das Arbeitsamt, Sicherheitsbeamter, Feuerwehrmann am Flughafen, Manager des Arbeitervereins und im Hafen arbeitete. Drei Jahre nach seiner Ankunft in Darwin, trat er in die Communist Party of Australia (CPA) ein. In seinem Wohnhaus lebten auch andere Kommunisten, so dass es im Volksmund „der Kreml“ genannt wurde. Manning und seine Mitstreiter wollten den Fokus der Partei, weg von den Werftarbeitern in Darwin, auch auf andere Themen lenken. Eines davon war der „Stay Put Malayans incident“. 1961 drohte drei malaysischen Gastarbeitern die Abschiebung, nachdem sie ihre Jobs verloren hatten. Mit der Unterstützung von Jim Bowditch, dem Herausgeber der NT News, und der CPA gründeten Manning und andere ein Anti-Deportations-Komitee, das die Männer versteckte und ihren Fall im ganzen Land zur Sprache brachte. Die Regierung gab nach und die Männer durften im Land bleiben.
In dieser Zeit knüpfte Manning enge Kontakte mit politisch aktiven Aborigines. Zusammen gründeten sie den Northern Territory Council for Aboriginal Rights (NTCAR). Manning wurde beim NTCAR assistant secretary. Der NTCAR drängte die North Australian Workers' Union (NAWU), gleiche Bezahlung für indigene Arbeiter durchzusetzen. Im August 1966 streikten 200 Gurindji-Viehhirten und -Hausangestellte. Vincent Lingiari führte den Gurindji-Streik gegen die Arbeitgeber der Vestey Group an. Manning stieg in seinen Bedford Truck und brachte drei Tonnen Lebensmittel zu den Streikenden. Das Fahrzeug befindet sich heute im National Museum of Australia.
Als Manning eine Anstellung als Hafenarbeiter annahm, wurde er Sekretär der Maritime Union of Australia, des späteren Zweiges der Waterside Workers' Federation of Australia (WWF). Er ermöglichte Aborigines über die Gewerkschaft den Zugang zu Jobs am Hafen und sorgte über den Einfluss der WWF, dass Produkte von der Vestey Group vom Handel boykottiert wurden. Manning wurde zu einer zentralen Figur im politischen Leben im Northern Territory Anfang der 1970er-Jahre.
Im September 1974 besuchte Manning, auf Vorschlag von Denis Freney, das erste Mal Portugiesisch-Timor und war begeistert von dessen Weg die Unabhängigkeit, wie es die linksgerichtete FRETILIN propagierte. 1975 reiste er ein zweites Mal in die portugiesische Kolonie, wo er helfen sollte, eine Gewerkschaft aufzubauen. Der kurze Bürgerkrieg zerstörten die Pläne. Inspiriert von Denis Freney half Manning der linksgerichteten FRETILIN einen Radiosender aufzubauen, um zwischen den Mitgliedern im In- und Ausland kommunizieren zu können. Radio Maubere gewann noch an Bedeutung, als die Indonesier Osttimor besetzten und die FRETILIN in den Guerillakrieg ging. Im Sender wurden Berichte zum Abwehrkampf, Propaganda und kodierte Nachrichten verlesen. Außerdem hielt man so Kontakt zu osttimoresischen Aktivisten in Australien und ihren australischen Helfern, wie Manning, Chris Elenor und Robert Wesley-Smith. Gesendet wurde in Englisch, Portugiesisch und Tetum. Die in Australien empfangenen Sendungen wurden aufgenommen und die Informationen weiterverbreitet. Zwar war der Empfang legal, für die Weitersendung fehlte aber eine Lizenz. Manning brachte nach der indonesischen Invasion auch die Hafenarbeiter in Darwin dazu, das Beladen und Löschen von Fracht indonesischer Schiffe aus Protest zu verweigern.
Weitere politische Themen Mannings waren Vietnam, Westpapua, Palästina, Die Green-ban-Bewegung der Builders Labourers’ Federation, die Ablehnung von Uranexporten über australische Häfen und vieles andere. Nachdem er 2002 als Hafenarbeiter in den Ruhestand gegangen war, blieb er bis zum Lebensende weiter in der Gewerkschaftsbewegung aktiv. Er war Mitbegründer des NT Trades and Labour Council und Mitglied des Anfragegremiums, das 1984 Kompensationsansprüche für Arbeiter aus dem Northern Territory bearbeitete.
Manning starb 2013 und hinterließ seine Kinder Linda, Brian, Louisa und Jon und seine Enkel. Seine Tochter Sandra war vor ihm verstorben.

## Auszeichnungen
Am 27. August 2014 wurde Manning posthum von Staatspräsident Taur Matan Ruak die Collar des Ordem de Timor-Leste verliehen, als Anerkennung seines Einsatzes für die Unabhängigkeit von Osttimor. Den Orden nahm Mannings Tochter Lolita entgegen.